# Lejem
Lejem är en ort i Mexiko.   Den ligger i kommunen San Antonio och delstaten San Luis Potosí, i den centrala delen av landet, 240 km norr om huvudstaden Mexico City. Lejem ligger 228 meter över havet och antalet invånare är 641.
Terrängen runt Lejem är huvudsakligen kuperad, men åt sydost är den platt. Terrängen runt Lejem sluttar österut. Runt Lejem är det ganska tätbefolkat, med 124 invånare per kvadratkilometer. Närmaste större samhälle är Tancanhuitz de Santos, 10,5 km väster om Lejem. I omgivningarna runt Lejem växer huvudsakligen savannskog.